# Шрусбери Таун
«Шру́сбери Та́ун» (полное название — Футбольный клуб «Шрусбери Таун»; англ. Shrewsbury Town Football Club, английское произношение: [ˈʃroʊzbri ˈtaʊn 'futbɔ:l klʌb]) — английский профессиональный футбольный клуб из одноимённого города, графство Шропшир, Западный Мидленд. Основан в 1886 году.
С 2007 года домашние матчи проводит на стадионе «Нью-Медоу»,  вмещающем более 9 тысяч зрителей.
Несмотря на то, что «Шрусбери Таун» является английской командой, он 6 раз выигрывал Кубок Уэльса.
В настоящее время выступает в Лиге 2, четвёртом по значимости дивизионе в системе футбольных лиг Англии.

## Противостояния
«Шрусбери Таун» имеет противостояние со следующими командами:
- Рексем
- Вулверхэмптон Уондерерс (принципиальный противник)
- Киддерминстер Харриерс
- Кру Александра
- Порт Вейл
- Телфорд Юнайтед (шропширское дерби)
- Уолсолл (принципиальный противник)
- Херефорд Юнайтед (Дерби А49, заняло 19-е место в списке 20 самых яростных противостояний в английском футболе по версии The Daily Telegraph[1]).
- Честер Сити

## Достижения
- Обладатель Кубка Уэльса (6): 1891, 1938, 1977, 1979, 1984, 1985
  - Финалист Кубка Уэльса (3): 1931, 1948, 1980
- Полуфиналист Кубка Футбольной лиги (1): 1961